# クン (NCT)
クン（韓：쿤、1996年1月1日 - ）は、中華人民共和国福建省出身の歌手。男性アイドルグループNCTのメンバー。本名は钱锟（チェン・クン、せん こん、繁：錢錕、英：Qian Kun）。2018年1月、NCTに加入。2018年4月、NCT 2018「Black on Black」でデビュー。2019年1月、中国ユニットWayVでデビュー。WayVのリーダー。山羊座。

## 来歴

### 生い立ち
1996年1月1日、中国福建省三明市泰寧で生まれる。泰寧実験小学校1年生だったとき、校内で開催された歌の大会に参加し1位を獲得した。卒業するまでの6年間はずっと1位であった。
2011年、高校の文化芸術祭でダンスや歌の演出を担当したパフォーマンスプログラム「舞动奇迹」を披露した。
音楽活動のために両親がピアノやギターを買い与えた。2011年末、自作曲「星期二」の作詞をした。そのほかにも「忘了」や「因为我爱你」、「为龙」などを作曲した。
16歳のとき、クラスメイトの詩に曲をつけた楽曲「故人归」を作曲し、ミュージックビデオも作成した。

#### 2012年
泰寧第一高校在学中に宋文善の「新小虎隊プロジェクト」に参加。
7月29日、718伝媒文化創意園で開催された決勝大会で自作曲「星期二」で勝ち進み、7万人が参加したプロジェクトから選ばれた新小虎隊メンバー10人のうちの一人となった。
8月、北京現代音楽研修学院流行演唱学院中国語学科に転校した。
台湾で新小虎隊としてデビューするためのトレーニングを受けた。

### SMエンタ入社・SMルーキーズとして

#### 2015年
広州市で開催された韓国の芸能事務所・SMエンタテインメントのグローバルオーディションに参加。オーディションでは周杰倫の「青花瓷（チンファツ）」を歌った。両親はオーディションを受けていたことを知らなかった。
12月、SMルーキーズのメンバーとして公開された。

#### 2016年
4月9日、中国深圳湾体育中心で開催された「第16回音楽風云榜年度盛典」に出演し、NCT U「WITHOUT U」の中国語版を披露した。
4月12日、参加したNCT Uの楽曲「WITHOUT U」の中国語版が公開された。

### NCTデビュー（2018年）
1月31日、SMエンタテインメントから公開された「NCT 2018 Yearbook」を通じてNCTの新メンバーになることが発表された。
4月19日、「NCT 2018」プロジェクトの楽曲「Black on Black」のミュージックビデオが公開された。
4月20日、KBS 2『ミュージックバンク』にNCT 2018のメンバーとして出演し「Black on Black」のパフォーマンスを披露し正式デビュー。
5月25日、北京現代音楽研修学院を卒業し、金穂奨の表彰を受けた。
12月31日、NCTの中国ユニット・WayV（威神V）のメンバーとしてデビューすることが明らかになった。

### WayVデビュー（2019年 - ）

#### 2019年
1月17日、所属ユニットWayVのファーストデジタルシングル『The Vision』が発売され、中国正式デビュー。
7月22日、化粧品ブランド「Carslan」のイメージキャラクターにルーカス、ヤンヤンとともに就任した。

#### 2020年
2月28日、チョウミとシャオジュンと歌った「在你身旁 (I'll be there)」が公開された。
10月19日、NCT Uとして参加した「From Home」のミュージックビデオが公開された。

#### 2021年
6月16日、WayV内のユニットとして結成されたWayV-KUN&XIAOJUNがシングル「Back To You」を発売。
9月より、TBS eFMのラジオ番組『乐动首尔』のラジオパーソナリティを務めた。

#### 2022年
7月19日、クンがプロデュースや作詞・作曲・編曲にも参加したNCT U「Rain Day」が公開された。
12月26日発売、SMTOWNのウィンターアルバム『2022 Winter SMTOWN : SMCU PALACE』の収録曲「The Cure」に参加した。

#### 2023年
4月17日、所属事務所SMエンタテインメントより、クンがプライベートの趣味活動中に足首を負傷したと発表された。
8月26日、NCTのスタジアム公演「NCT NATION」より活動復帰した。
9月26日、中国・北京で開催された「微博音楽盛典（Weibo Music Awards）」 で「年度推荐热度艺人荣誉」を受賞した。
11月15日、「NCT LAB」よりWayVの4thミニ・アルバム『Phantom』収録のタイトル曲「Phantom」のリミックスバージョン「Phantom（KUN Remix）」を公開した。
12月6日、「NCT LAB」よりNCT Uとして参加した「Marine Turtle」が公開された。

#### 2024年
7月、参加したリメイクアルバム『Youth reset plan S9』より「爱如潮水（Love is like a tide）」が公開された。

## 人物

### 趣味・特技
趣味は12歳のころから研究しているマジック、ピアノ、歌を歌うこと、スカイダイビング。
特技は車の運転、小型飛行機の操縦、料理。
中国と韓国の自動車免許を取得している。
閩南語の楽曲を歌うことができる。

### 嗜好
子供の頃から音楽が好きで、高校時代から作詞や作曲をしていた。
好きなアーティストは周杰倫、ジェイソン・ムラーズ、ボーイズIIメン。
座右の銘は「越成熟的稻穗弯的越低(実るほど、頭を垂れる稲穂かな)」。
よく眠れない時はわざと評価の低い退屈な映画を見る。
嫌いな食べ物はキノコ、刺身。

### ニックネーム
ニックネームは「クンクン」、「小挪（Xiao Nuo）」。元旦に生まれたため「旦旦」や「小旦」というニックネームがある。
NCTの中国人メンバーの中で最年長のため「锟哥（Kun-Ge、クンお兄さん）」というニックネームがある。
落ち着いた雰囲気と優しい表情からファンからは「旦那」と呼ばれることがある。

### 仮装
2018年のSMエンタテインメントのハロウィンパーティーでは、ミニオンズの仮装をした。
2020年10月のウィンウィンのバースデーパーティでは、白雪姫の仮装を披露した。
2021年のSMエンタテインメントのハロウィンパーティーでは『千と千尋の神隠し』より「カオナシ」の仮装を披露した。

## 参加作品

### NCT U
| 公開日 | 公開日   | タイトル                   | 収録アルバム             | ミュージックビデオ         |
| ------ | -------- | -------------------------- | ------------------------ | -------------------------- |
| 2016年 | 4月12日  | WITHOUT YOU (Chinese Ver.) | NCT 2018 Empathy         | WITHOUT YOU (Chinese Ver.) |
| 2020年 | 10月12日 | Light Bulb                 | NCT 2020 Resonance Pt. 1 | -                          |
| 2020年 | 10月12日 | Dancing In The Rain        | NCT 2020 Resonance Pt. 1 | -                          |
| 2020年 | 10月12日 | From Home                  | NCT 2020 Resonance Pt. 1 | From Home                  |
| 2020年 | 11月23日 | Raise the Roof             | NCT 2020 Resonance Pt. 2 | -                          |
| 2020年 | 11月23日 | I.O.U                      | NCT 2020 Resonance Pt. 2 | -                          |
| 2021年 | 12月14日 | Vroom                      | Universe                 | -                          |
| 2021年 | 12月14日 | Sweet Dream                | Universe                 | -                          |
| 2022年 | 7月19日  | Rain Day                   | -                        | Rain Day                   |
| 2023年 | 8月28日  | Kangaroo                   | Golden Age               | -                          |
| 2023年 | 8月28日  | Not Your Fault             | Golden Age               | -                          |
| 2023年 | 12月6日  | Marine Turtle              | -                        | Marine Turtle              |

### WayV-KUN&XIAOJUN
- 「Back To You」（2021年） - ミュージックビデオ - YouTube

### デジタルシングル
- 「WITHOUT U」 - 中国語版

- 「在你身旁 (I'll be there)」（2020年、チョウミ、シャオジュン）

### アルバム曲
- 「爱如潮水（Love is like a tide）」（2024年） - 『Youth reset plan S9』

### アレンジ
- 「Phantom（KUN Remix）」（2023年） - ミュージックビデオ - YouTube

### コラボレーション
- 「The Cure」（2022年、Kangta、BoA、ユンホ、イトゥク、テヨン（少女時代）、オンユ、スホ、アイリーン、テヨン、マーク、クン、カリナ）

## カバー・パフォーマンス動画
- 方大同「紅豆/Red Bean」（2019年4月12日、シャオジュンと）[42]
- サム・スミス「How Do You Sleep?」（2020年1月15日）[43]
- WayV「Dream Launch」アカペラバージョン（2020年5月22日）[44]
- 「故人归」スペシャルバージョン（2020年12月19日）[45]
- HONNE「free love」（2021年3月28日、チョンロと）[46]
- NONTTANONT「Melt」（2023年3月25日、テン・シャオジュンと）[47]

## 出演

### テレビ番組・ウェブ番組
- ソウル観光ホームページ「HOT＆YOUNG ソウル旅行」（2018年7月22日 - 8月16日）[48]
- MBC MUSIC『ピンクフェスタ』（2019年12月）[49]

### ラジオ番組
- TBS eFM『乐动首尔』 - ゲスト（2020年 - 2021年）
- TBS eFM『乐动首尔』 - ラジオパーソナリティ（2021年9月 - 2022年10月）

### スペシャルステージ
- 東方神起・SUPER JUNIOR「Show Me Your Love」-「SMTOWN LIVE 2025」（2025年1月、東方神起・SUPER JUNIOR・スホ・チャンヨル・ジャニー・ジョンウ・チョンロ・テン・ウンソク・リョウ・サクヤらと）[50]

## イベント
| 年   | イベント名         | 開催日   | 開催場所   | 参考   |
| ---- | ------------------ | -------- | ---------- | ------ |
| 2023 | Weibo Music Awards | 9月26日  | 中国・北京 | [ 28 ] |
| 2023 | 腾讯娱乐年度盛典   | 12月14日 | マカオ     | [ 51 ] |

## 広告

### イメージキャラクター
- 「Carslan」（2019年、化粧品）

## 受賞歴
- 微博音楽盛典（Weibo Music Awards） - 年度推荐热度艺人荣誉（2023年）[28]